# Alice Stewart Ker
Alice Stewart Ker ou Alice Jane Shannan Ker MRCPI (2 de dezembro de 1853 – 20 de Março de 1943) foi uma médica escocesa, educadora de saúde e sufragista. Ela foi a 13ª mulher com registo da Associação Médica Britânica.

## Obras
Em 1891, publicou a Maternidade: Um Livro para Toda a Mulher.